# Клемпіно-Бялоґардзьке
Клемпіно-Бялоґардзьке (пол. Klępino Białogardzkie) — село в Польщі, у гміні Білоґард Білоґардського повіту Західнопоморського воєводства.
Населення — 129 осіб (2011).
У 1975-1998 роках село належало до Кошалінського воєводства.

## Демографія
Демографічна структура станом на 31 березня 2011 року:
|          | Загалом | Допрацездатний вік | Працездатний вік | Постпрацездатний вік |
| -------- | ------- | ------------------ | ---------------- | -------------------- |
| Чоловіки | 70      | 14                 | 53               | 3                    |
| Жінки    | 59      | 10                 | 32               | 17                   |
| Разом    | 129     | 24                 | 85               | 20                   |